# Stormfloden i Nordsjön 1953

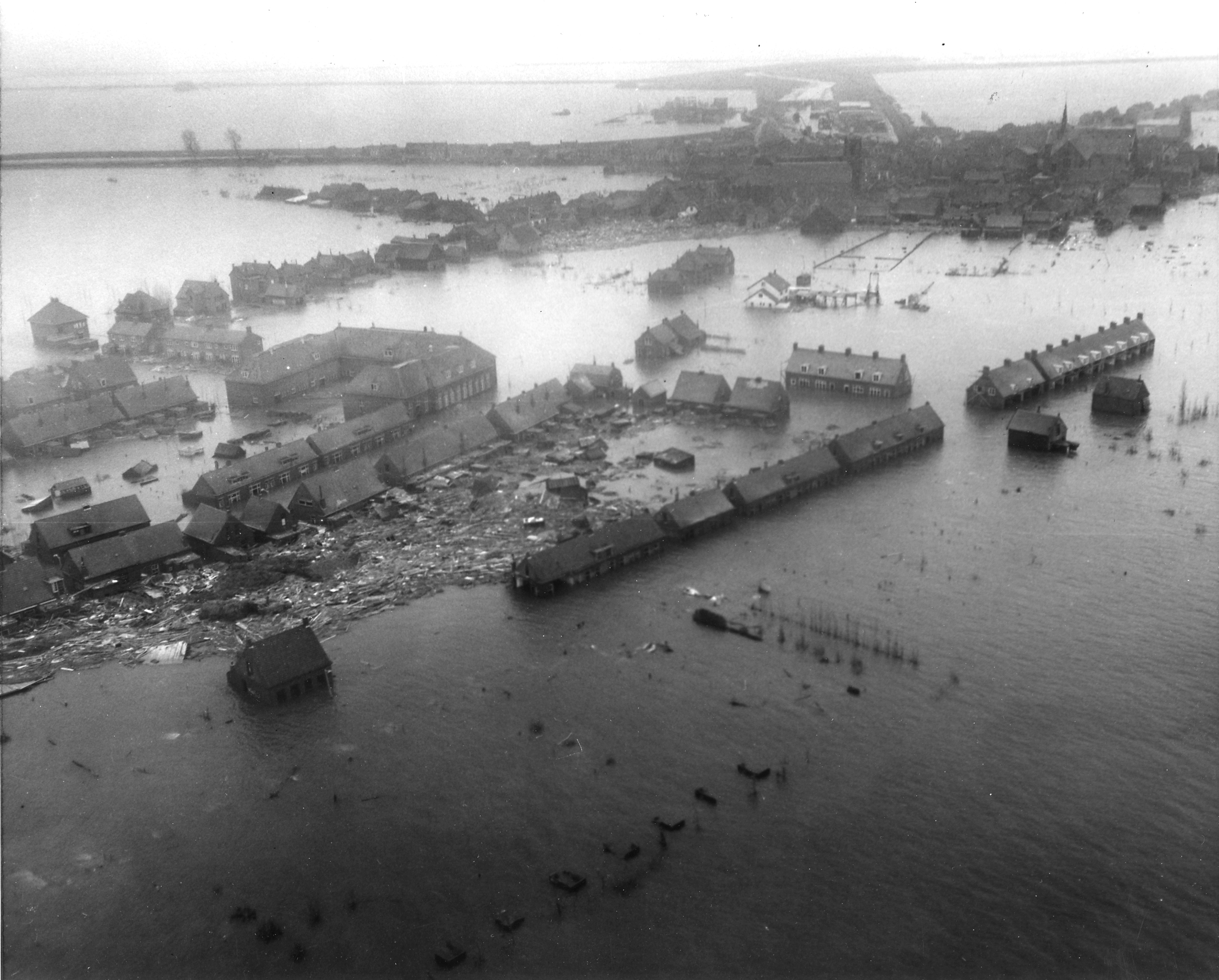
Vy över översvämmade områden på den sydholländska ön Goeree-Overflakkee

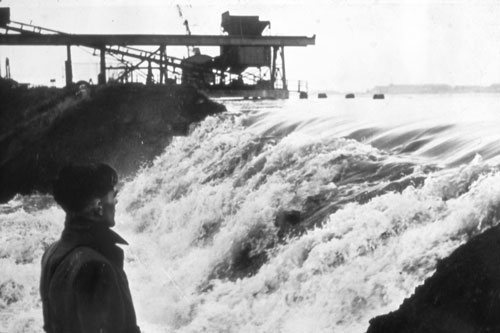
Vattenmassor bryter igenom skyddsvallen i Erith sydost om London

Stormfloden i Nordsjön 1953 (danska: Stormfloden i Nordsøen 1953, tyska: Flutkatastrophe von 1953, engelska: North Sea flood of 1953, nederländska: Watersnood van 1953) orsakade den svåraste stormflodskatastrofen i Nordsjön under 1900-talet. Stormfloden inträffade natten mellan den 31 januari och 1 februari 1953 och drabbade stora delar av kusten i framförallt Nederländerna och Storbritannien och till viss del även i Belgien. Även Nordsjökusterna i Västtyskland och Danmark berördes av ovädret.
Enligt officiella uppgifter dog 1 853 personer i Nederländerna, 307 personer i Storbritannien, 28 personer i Belgien och 224 personer på havet i samband med att färjan MV Princess Victoria och flera fiskebåtar sjönk. 
Ett flertal skyddsvallar längs kusterna förstördes. I Nederländerna fick översvämningskatastrofen till följd att ett mycket omfattande skyddsprogram mot översvämningar sattes igång, Deltaplanen. Stora delar av den nederländska kusten fick genom Deltaprojektet den största översvämningsbarriären i världen och en ny infrastruktur byggdes upp. 
I Nederländerna ledde stormfloden katastrofen till planläggningen av Deltaprojektet, ett oöverträffat projekt för att skydda hela Nederländernas kustlinje mot nästa översvämningskatastrof. Deltaprojektet är det största vattenregleringskomplex i Nederländerna och ett av de största vattenhanteringsprojekten i världen och finns upptagen på den lista över moderna världens sju underverk som sammanställdes 1994 av American Society of Civil Engineers. 
I Storbritannien ledde katastrofen till planläggningen av Thames Barrier som kom att byggas först 20 år senare.

### Fotnoter
1. ↑  Peter Alestig (25 mars 2015). ”Nederländerna satsar tiotals miljarder på klimatanpassning”. Sveriges Radio. http://sverigesradio.se/sida/artikel.aspx?programid=3345&artikel=6125335. Läst 14 februari 2016.